# Liste des clochers-murs des Alpes-Maritimes
Cet article recense les édifices religieux des Alpes-Maritimes, en France, munis d'un clocher-mur.

## Liste
| Édifice                                                       | Commune                  | Notes                                        | Coordonnées                      | Photo |
| ------------------------------------------------------------- | ------------------------ | -------------------------------------------- | -------------------------------- | ----- |
| Église Saint-Raphaël d'Aiglun                                 | Aiglun                   |                                              | 43° 51′ 28″ nord, 6° 54′ 54″ est |       |
| Église Sainte-Anne d'Amirat                                   | Amirat                   |                                              | 43° 53′ 22″ nord, 6° 49′ 21″ est |       |
| Église Saint-Pierre d'Auvare                                  | Auvare                   |                                              | 43° 59′ 16″ nord, 6° 54′ 27″ est |       |
| Église Sainte-Marguerite de Bairols                           | Bairols                  |                                              | 43° 58′ 57″ nord, 7° 07′ 38″ est |       |
| Église primitive de Carros-Village                            | Carros                   |                                              | 43° 47′ 32″ nord, 7° 11′ 06″ est |       |
| Chapelle Saint-Sébastien de Castellar                         | Castellar                | Située dans le cimetière ; Inscrit MH (1925) | 43° 48′ 24″ nord, 7° 29′ 55″ est |       |
| Église Saint-Roch de Collongues                               | Collongues               |                                              | 43° 53′ 20″ nord, 6° 51′ 50″ est |       |
| Église Saint-Michel de La Croix-sur-Roudoule                  | La Croix-sur-Roudoule    |                                              | 43° 59′ 16″ nord, 6° 52′ 29″ est |       |
| Église Saint-Martin d'Escragnolles                            | Escragnolles             |                                              | 43° 43′ 49″ nord, 6° 47′ 00″ est |       |
| Église Saint-Sauveur de Gars                                  | Gars                     | Inscrit MH (1936)                            | 43° 51′ 57″ nord, 6° 48′ 11″ est |       |
| Église Saint-Étienne de Gréolières                            | Gréolières               | Classé MH (1983)                             | 43° 47′ 54″ nord, 6° 56′ 40″ est |       |
| Chapelle Notre-Dame-des-Victoires des Granges de la Brasque   | Lantosque                |                                              | 44° 00′ 34″ nord, 7° 15′ 01″ est |       |
| Église Notre-Dame du Mas                                      | Le Mas                   | Inscrit MH (1937)                            | 43° 50′ 37″ nord, 6° 51′ 30″ est |       |
| Église Sainte-Marthe des Mujouls                              | Les Mujouls              |                                              | 43° 53′ 02″ nord, 6° 51′ 39″ est |       |
| Église Saint-Sylvestre de Pierlas                             | Pierlas                  |                                              | 44° 01′ 53″ nord, 7° 02′ 07″ est |       |
| Église Saint-Laurent de Roure                                 | Roure                    | Inscrit MH (1987)                            | 44° 05′ 22″ nord, 7° 05′ 16″ est |       |
| Église Saint-Antoine-Ermite de Saint-Antonin                  | Saint-Antonin            |                                              | 43° 54′ 38″ nord, 6° 58′ 46″ est |       |
| Église Saint-Joseph des Lattes                                | Saint-Auban              |                                              | 43° 49′ 25″ nord, 6° 43′ 59″ est |       |
| Chapelle Notre-Dame-de-Sardaigne de Saint-Cézaire-sur-Siagne  | Saint-Cézaire-sur-Siagne | Située dans le cimetière ; Inscrit MH (1939) | 43° 38′ 52″ nord, 6° 47′ 41″ est |       |
| Église Saint-Jacques-le-Majeur de Saint-Léger                 | Saint-Léger              |                                              | 44° 00′ 03″ nord, 6° 49′ 39″ est |       |
| Église Sainte-Marguerite de Sallagriffon                      | Sallagriffon             |                                              | 43° 53′ 01″ nord, 6° 54′ 21″ est |       |
| Église Saint-Michel de Sigale                                 | Sigale                   | Inscrit MH (1927)                            | 43° 52′ 19″ nord, 6° 57′ 52″ est |       |
| Église Saint-Martin de Thiéry                                 | Thiéry                   |                                              | 43° 58′ 42″ nord, 7° 01′ 49″ est |       |
| Église Notre-Dame-de-l'Assomption-et-Saint-Roch de Valderoure | Valderoure               |                                              | 43° 47′ 48″ nord, 6° 42′ 29″ est |       |